# Bieleckie Młyny
Bieleckie Młyny – wieś w Polsce położona w województwie świętokrzyskim, w powiecie kieleckim, w gminie Morawica.
W latach 1975–1998 miejscowość administracyjnie należała do województwa kieleckiego.

## Części wsi
| SIMC    | Nazwa | Rodzaj |
| ------- | ----- | ------ |
| 0253698 | Młyn  | osada  |

## Historia
Bieleckie młyny w wieku XIX były osadą w powiecie kieleckim, gminie Morawica, parafii Brzeziny - oddalone od Kielc 11 wiorst.
 
W 1827 spisano tu 6 domów, 40 mieszkańców.

## Ciekawostka
16 listopada 1990 r. z nurtu Czarnej Nidy wydobyto kadłub niemieckiego czołgu PzKpfw V Panther, który utknął w rzece w styczniu 1945 r., gdy niemieckie wojska pancerne usiłowały powstrzymać atak Armii Czerwonej na Kielce. Wyremontowany i zrekonstruowany pojazd znajduje się obecnie w USA. 4 września 2003 r. wydobyto drugi kadłub PzKpfw V Panther, tym razem eksponat nie trafił za granicę, można go podziwiać w Muzeum Orła Białego w Skarżysku-Kamiennej.